# فرودگاه الله ولی
فرودگاه الله ولی (به انگلیسی: Allah Valley Airport) یک فرودگاه همگانی با کد یاتا AAV است که یک باند فرود آسفالت دارد و طول باند آن ۱۳۴۰ متر است. این فرودگاه در کشور فیلیپین قرار دارد و در ارتفاع ۱۸۳ متری از سطح دریا واقع شده است.